# Пржемысловичи
Пржемысло́вичи (Пршемысловичи, Пшемыслиды, чеш. Přemyslovci, пол. Przemyślidzi) — первая княжеская и королевская династия в Чехии, получившая название по имени её легендарного основателя Пржемысла, крестьянина-пахаря из села Стадице, и Либуше — княжны-предсказательницы. Династия существовала от 872 (подтверждено исторически) до 1306 года. В 1198 году князь Пржемысл Отакар I стал чешским королём и получил право передавать этот титул по наследству.
Наиболее известные представители Пржемысловичей: Пржемысл Отакар I (король в 1198—1230), Вацлав I (правил в 1230—1253), Пржемысл Отакар II (1253—1278), Вацлав II (1283—1305). Пржемысловичи были первой и единственной по происхождению чешской правящей династией. В дальнейшем, за исключением короля Йиржи из Подебрад, все короли на чешском троне принадлежали к нечешским династиям.

## Легендарный период
Согласно «Чешской хронике» («Chronica Boemorum», 1119—1125) Козьмы Пражского основателем рода Пржемысловичей был Пржемысл (Пршемысл) Пахарь, которого себе в мужья выбрала Либуше, одна из дочерей легендарного чешского князя Крока. Одним из их потомков был Гостивит, а его сын, Борживой — первый, исторически подтверждённый (872) князь династии Пржемысловичей.

Герб Пржемысловичей, принятый Владиславом II в 1157

## Пржемысловичи в IX—XII веках
Первым Пржемысловичам пришлось бороться за власть над Чехией. Их противниками внутри Чехии выступали роды Славниковичей и Вршовичей. Болеслав I, а потом и Ольдржих присоединили к Чехии Моравию. Бржетислав I пытался усилиться за счёт Польши и временно захватил Силезию, но ему пришлось стать вассалом Священной Римской империи.
Вратислав II поддерживал императора Генриха IV в борьбе со врагами и за это получил Лужицкую (позже обменянную на Восточную) и Мейсенскую марки. В 1085 году Вратислав стал первым королём Чехии и номинальным королём Польши. Вторым чешским правителем, кто получил королевскую корону, стал Владислав II в 1158 году благодаря дружбе с императором Священной Римской империи Фридрихом I Барбароссой. Однако титул по-прежнему не передавался по наследству.

## Поздние Пржемысловичи

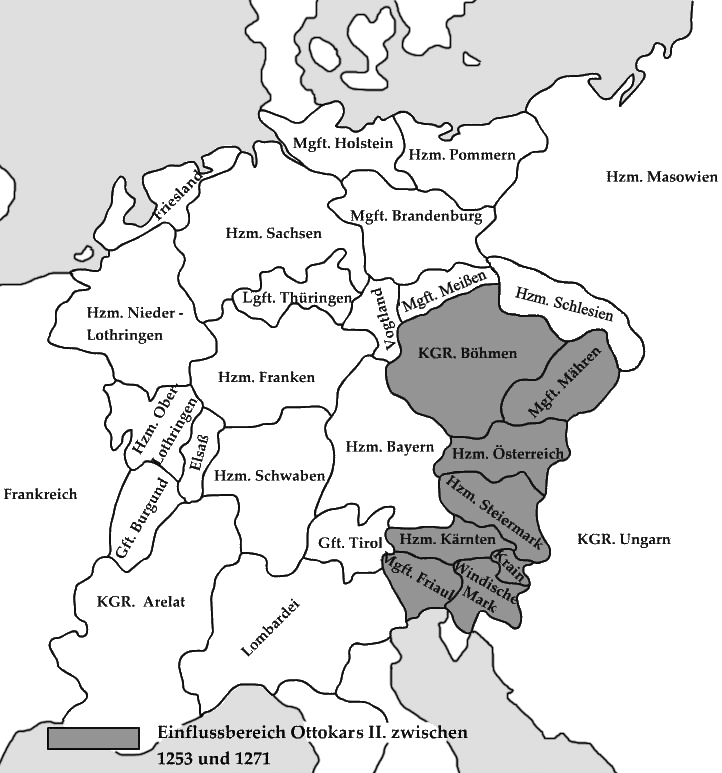
Владения Пржемысл Оттокара II (серым) в 1272 году

Пржемысл Отакар I в 1198 году вновь получил титул короля и смог сделать его наследственным. При нём происходило активное развитие городов. Его внук Пржемысл Отакар II попытался расширить свою власть до Адриатического моря. В борьбе с конкурентами он смог подчинить Австрию, Штирию, Каринтию, Краину и Фриуль. Новый император поддержал недовольных Пржемыслом соседей. Пржемысл Отакар II погиб в одной из битв и его сын Вацлав II получил лишь Чехию и Моравию. Но Вацлав II провёл ряд мероприятий, укрепивших его власть. Активная добыча серебра и реформа финансовой системы позволила ему вести активную внешнюю политику. Вацлав II стал в 1300 году королём Польши. В 1301 году он смог сделать своего сына королём Венгрии (контролируя лишь северо-западные районы). Вацлав умер в 34 летнем возрасте, а его 16-летний сын Вацлав III хотя и получил три королевские короны (Чехии, Польши и Венгрии), но не смог их сохранить. В 1305 году он уступил венгерскую корону, а в следующем году был убит в Оломоуце при подготовке военного похода на Польшу.

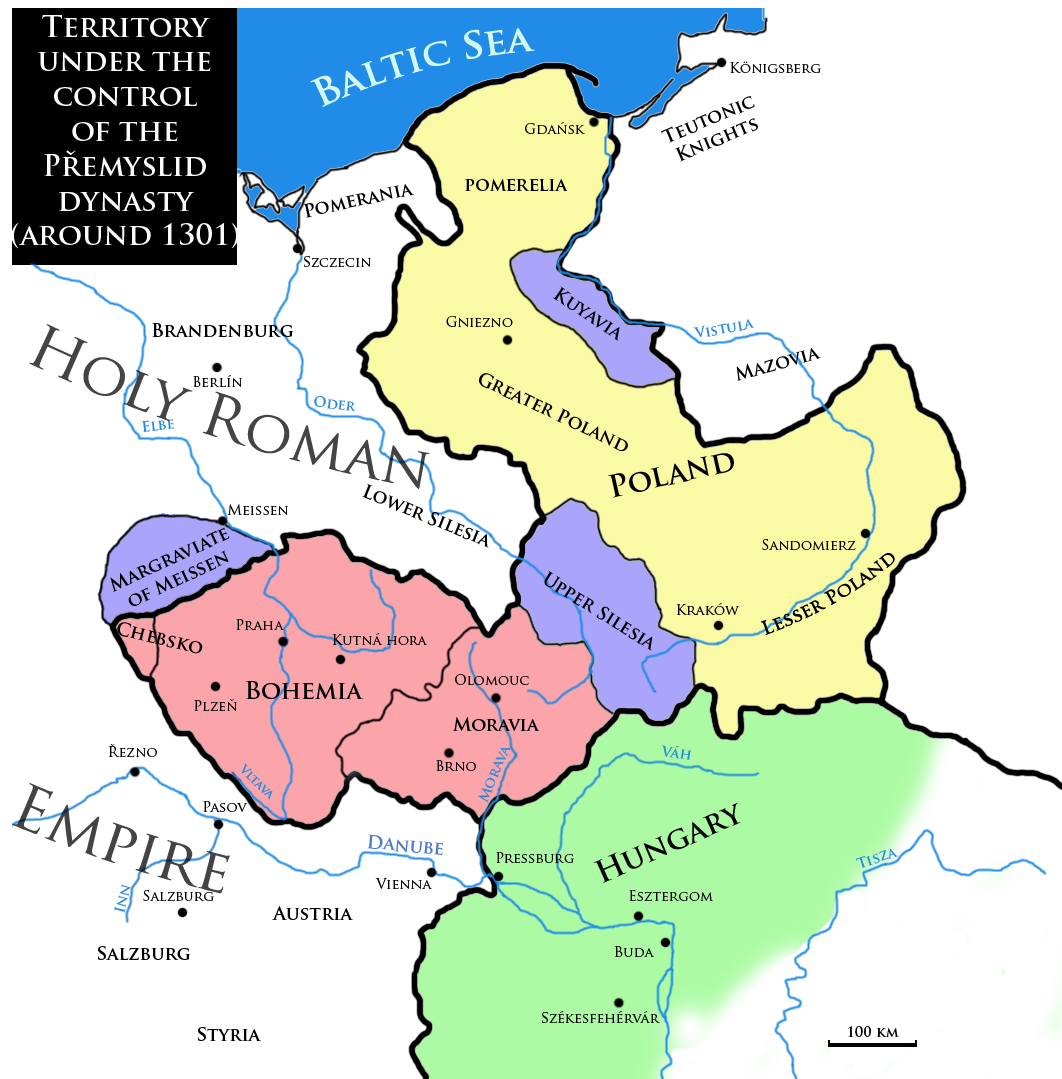
Владения Вацлава II и Вацлава III
Королевство Богемия
Королевство Польша
Предполагаемые владения Вацлава III в Венгрии
Вассалы

## Наследство Пржемыслов
После смерти Вацлава III началась борьба между родственниками Пржемысловичей за чешский трон, которая длилась четыре года — с 1306 по 1310. Сначала чешский трон занял Генрих, герцог Каринтский, граф Тирольский (женатый на Анне, сестре Вацлава), вскоре его изгнал Рудольф Габсбург (отчим Вацлава), но в 1307 году он умер, и дворянство снова выбрало королём Генриха Каринтского (1307—1310). Тем не менее дворяне не были довольны его правлением и в результате поддержали брак восемнадцатилетней Елизаветы Пржемысловны, сестры Вацлава, с единственным сыном императора Генриха VII четырнадцатилетним Яном Люксембургским.
Иоанн Люксембургский в 1310 году овладел Прагой и был коронован как чешский король (1310—1346).
После 1306 года (убийство последнего Пржемысловича) продолжала существовать боковая линия Пржемысловичей, происходящая от внебрачного сына Пржемысла Отакара II — Микулаша I. Представители этой линии были правителями Опавы, Крнова и Ратиборжа. В 1521 году после смерти Валентина Ратиборского вся опавская линия Пржемысловичей полностью пресеклась.

## Правители Чехии во время Пржемысловичей (ок.870—1310)
1. Борживой I, сын Гостивита (870/872 — 889/894).
2. Стоймир, князь Билина (ок. 883/884).
3. Спытигнев I, сын Борживоя I (ок.894 — 915)
4. Вратислав I, брат предыдущего (915—921)
5. Вацлав (Венцеслав) I Святой, сын (916/921 — 929/935)*
6. Болеслав I Грозный, брат (929/935 — 972).
7. Болеслав II Благочестивый, сын (972—999).
8. Болеслав III Рыжий, сын (999—1002)(1003, ум. 1037).
9. Владивой, сын Мешко I, князя Польши (1002—1003)*
10. Яромир, сын 7 (1003)(1004—1012)(1033—1034)(1034)*
11. Болеслав I Храбрый, король Польши (1003—1004).
12. Ольдржих (Удальрих), сын 7 (1012—1033) (1034).
13. Бржетислав I, сын (1034—1055).
14. Спытигнев II, сын (1055—1061).
15. Вратислав II, брат (1061—1092, маркграф Моравии 1048—1061, король Чехии с 1086).
  - Юдита Чешская, дочь (ок. 1056/58 — 25.12.1086)
16. Конрад, брат (1092).
17. Бржетислав II Младший, сын Вратислава II (1092—1100)*
18. Борживой II, брат (1101—1107) (1117—1120, ум. 1124).
19. Сватоплук (Святополк), племянник (1107—1109)*
20. Оттон (Ота) Чёрный, брат (1109, в Оломоуце 1107—1126).
21. Владислав I, сын 15 (1109—1117) (1120—1125).
22. Собеслав I, брат (1125—1140, в Брно 1115—1123).
23. Владислав II, сын Владислава I (1140—1173, с 1158 король).
24. Фридрих (Бедржих), сын Владислава II (1173) (1178—1179).
25. Собеслав II, сын Собеслава I (1173—1178)*
26. Фридрих (Бедржих), сын Владислава II (1179—1189).
27. Конрад II Ота, внук 20 (1189—1191, в Зноеме 1150—1189).
28. Вацлав II, сын 22 (1191—1192)*
29. Пржемысл Оттокар I, сын 23 (1192—1193) (1197—1230, с 1198 король).
30. Йиндржих (Генрих) Бржетислав, арх. Праги, брат 26 (1193—1197)*
31. Владислав Йиндржих, сын 23 (1197, маркграф Моравии с 1186).
32. Вацлав I Одноглазый, сын 29 (1230—1253).
33. Пржемысл Оттокар II, сын (1253—1278)*
34. Вацлав II, сын (1278—1305, король Польши 1300—1305).
35. Оттон V, маркграф Бранденбурга (опекун 1278—1283).
36. Завиш из Фалькенштейна (опекун 1284—1290).
37. Вацлав III, сын (1305—1306, король Венгрии с 1301, король Польши с 1305)*
38. Эльжбета Рыкса, мать (регентша 1305—1306).
39. Рудольф Габсбург, герцог Австрии, внук 32 (1306—1307).
40. Индржих Хорутанский (Генрих, герцог Каринтии), зять 33 (1307—1310).

История рода Пржемысловичей подробно описана Козьмой Пражским в «Чешской хронике» (1119—1125).

### Легендарные Пржемысловичи
1. Пржемысл князь Чехии. Муж Либуши княгини Чехии
  1. Незамысл князь Чехии.

- Мната князь Чехии.
- Войен князь Чехии.
- Внислав князь Чехии.
- Кржесомысл князь Чехии.
- Неклан князь Чехии.

1. Гостивит князь Чехии
  1. Борживой I князь Чехии

### Пржемысловичи князья Чехии
1. Борживой I (ок. 852 — ок. 894) князь Чехии c 870/872 года. Муж Людмилы
  1. Спытигнев I (875—915) князь Чехии ок. 894—915
  2. Вратислав I (ок. 888 — 13 февраля 921) князь Чехии в 915—921
    1. Вацлав I (ок. 907—929/935 / 936) князь Чехии в 921—929/935/936
    2. Болеслав I Грозный (ок. 910/915 — 967/972) князь Чехии в 929/935/936 — 967/972
      1. Болеслав II Благочестивый (932—7 февраля 999) князь Чехии в 967—999. Идентификация жён спорна.
        1. Вацлав (умер ребёнком)
        2. Болеслав III Рыжий (умер в 1037) князь Чехии в 999—1002, 1003
          1. дочь жена … Врошевца.

        3. Яромир (умер 4 ноября 1038/1039) сын Болеслава II Благочестивого. Князь Чехии в 1003, 1004—1012, 1033—1034
        4. Ольдржих (умер 9 ноября 1034) сын Болеслава II Благочестивого. Князь Чехии в 1012—1034. Муж 1) неизвестной 2) Божены
          1. Бржетислав I (1002 /1005 — 10 января 1055) князь Чехии в 1034—1055. Муж с 1035 года Юдиты дочери Генриха маркграфа швейнфуртского
            1. Спытигнев II (1031 — 28 января 1061) Сын Бржетислава I. Князь Моравии 1049—1054, князь Чехии с марта 1055. Муж с Иды (Хидды), дочери Дитриха II Веттин, маркграфа Саксонской Восточной марки.
              1. Святобор-Фридрих ( — 23 февраля 1086) Патриарх Аквилеи в 1084—1086
              2. дочь. Жена Вихмана
              3. (дочь) По гипотезе А. В. Назаренко дочь Спытигнева была первой женой Святополка Изяславича Киевского.

            2. Вратислав II (1032/1035 — 14 января 1092). С 1061 года князь, с 1086 года король Чехии, маркграф Лужицкой марки в 1076—1081, маркграф Восточной марки в 1081—1085 годы.
              1. Бржетислав II Младший ( — 1100) Князь Чехии
                1. Бржетислав ( — 1130)

              2. Юдита Чешская (1056/1058 — 1086), дочь Вратислава II. Жена Владислава I Германа Польского
              3. Вратислав ( — 1061) сын Вратислава II
              4. Людмила ( — 1100) дочь Вратислава II
              5. Болеслав ( — 1091) сын Вратислава II князь оломоуцкий
              6. Борживой II (ок. 1064—1124), князь Чехии в 1101—1107, 1117—1120. Муж Герберги (Гельпирки) (ум. 13 июля 1142), дочери Леопольда II Австрийского
                1. Яромир Йемницкий (умер к 1135)
                  1. Генрих (Конрад) (-1167)

                2. Спытигнев ( — 3 января 1157)
                3. Лупольт (Леопольд) (ум. после 1137), князь Оломоуцкий в 1135—1137
                4. Болеслав (ум. после 1146)
                5. Альбрехт ( — к 1124)
                6. Рикса (- к 1124)

              7. Владислав I (- 1125), сын Вратислава II. Князь Чехии в 1109—1117 и в 1120—1125 годах, князь Оломоуцкий в 1110—1113 годах, князь Брненский в 1113—1115 годах. Муж с около 1110 Риксы фон Берг (ок. 1095 — 27 сентября 1125), дочь Генриха I фон Берг
                1. Сватава (Лютгарда), дочь Владислава I. Жена с 1124 года Фридриха IV фон Диссена (ум. 11 апреля 1148), фогта Регенсбурга
                2. Владислав II (ок. 1110 — 18 января 1174), сын Владислава I. Князь Чехии в 1140—1158, король в Чехии 1158—1173. О потомках см. ниже
                3. Депольт I (ум. 1167), сын Владислава I. Князь Моравии в Йемнице, родоначальник династии Депольтичей.
                4. Генрих (Йиндржих) (ум. после 1169), сын Владислава I. Муж Маргариты
                  1. Генрих Бржетислав ( — 15 июня 1197) Пражский епископ с 1182, князь Чехии в 1193—1197
                  2. Элжбета
                  3. Малгоржата

              8. Собеслав I (ок. 1075 — 14 февраля 1140), сын Вратислава II. Князь Чехии с 1125 года, князь Брненский в 1115—1123 годах, князь Зноемский в 1113—1123 годах, князь Оломоуцкий в 1130—1135 годах. Муж с ок. 1123 Аделаиды Венгерской (ок. 1105/1107 — 15 сентября 1140), дочери венгерского принца Альмоша
                1. Владислав II (ум. 1165), князь Оломоуца в 1137—1140. Муж с 1152/1155 дочери Альбреха Медведя
                2. Собеслав II (1128 — 9 января 1180), сын Собеслава I. Князь Чехии 1173—1178. Муж с 1173/1177 Елизаветы дочери Мешко III Старого
                3. Мария (— после 1172), дочь Собеслава I. Жена 1) с 29 сентября 1138 года Леопольда IV (ум. 18 октября 1141), маркграф Австрии с 1136, герцог Баварии с 1139; 2) после 1141 года Германа III Великого (ум. после 12 июля 1153), маркграф Бадена с 1130, маркграф Вероны в 1148—1151
                4. Ольдржих (1134 — 18 октября 1177), сын Собеслава I. Князь Оломоуца с 1173 года. Муж 1) Цецилии, дочери Людвига I (III) Тюрингского 2) Софии дочери Оттона II Богатого Мейсенского
                  1. Агнесса. Монахиня в Герберштадте

                5. Вацлав II (1137 — ок. 1192), сын Собеслава I Князь Брно 1173—1174, князь Оломоуца 1174—1179, князь Чехии 1191—1192

              9. Юдита (-17 декабря 1108) дочь Вратислава II. Жена Випрехта фон Гройч (ок. 1050 — 22 мая 1124) гауграфа Бальзамгау, графа Гройча с 1070 года, маркграфа Мейсенской и Лужицкой марок с 1123 года

            3. Конрад I Сын Бржетислава I. О потомках см. ниже
            4. Яромир Сын Бржетислава I.
            5. Ота I Красивый, князь Оломоуцкий, родоначальник оломоуцкой линии. О потомках см. ниже

      2. Страхквас (Христиан) (28 сентября 929—996) сын Болеслава I Грозного
      3. Дубравка Богемская (940/945-977) дочь Болеслава I Грозного. Жена с 965 года Мешко I Польского. Мать Владивоя князя Чешского
      4. Млада (Мария) (ок. 967) дочь Болеслава I Грозного

    3. Спытигнев сын Вратислава I
    4. Прибыслава (ок. 938) дочь Вратислава I

### Пржемысловичи короли Чехии
1. Владислав II (ок. 1110 — 18 января 1174), сын Владислава I. Князь Чехии в 1140—1158, король в Чехии 1158—1173. Муж 1) с 1140 Гертруды (1120 — 4/5 августа 1150), дочери Леопольда III Австрийского 2) с 1153 Ютты (ум. 9 сентября после 1174), дочери Людвига I.
  1. Фридрих (Бедржих) (ум. 25 марта 1189), князь Чехии 1172—1173, 1178—1189, князь Оломоуца 1169—1172. Муж с 1157 Елизаветы, дочери Гезы II Венгерского
    1. София ( — 1195) Жена с 1186 года Альбрехта I маркграфа Мейсена.
    2. Людмила (ок. 1170—1240) Жена 1) с 1189 года Альбрехта IV фон Боген, ( — 1198)из династии Бабенбергов 2) с 1204 года Людвига I Баварского, герцога Баварии и правителя Пфальца
    3. Вратислав ( — к 1180)
    4. Ольга ( — ок. 1163)
    5. Маргарита ( — 1183)
    6. Елена Жена с 1164 года Петра Комнина, сына византийского императора Мануила I

  2. Агнесса (Анежка) ( — 7 июня 1228), дочь Владислава II. Аббатиса монастыря Святого Георга в Праге в 1224
  3. Святополк ( — после 1169), сын Владислава II. Муж ок 1164 Одолы, дочери Гезы II Венгерского
  4. Войтех (Адальберт) (ум. апрель 1203), сын Владислава II. Архиепископ Зальцбурга в 1168—1174, 1183—1203.
  5. дочь Владислава II. Жена к 1149 Ярослава Изяславича (ок. 1132—1180), князя туровского в 1146, новгородского в 1148—1154, луцкого в 1157—1178, киевского в 1174—1175
  6. Пржемысл Оттокар I (1155/1170 — 15 декабря 1230), сын Владислава II. Князь Чехии 1192—1193, 1197—1198, король Чехии с 1198. Муж 1) в 1178—1198/1199 Адельгейды ( — 1 февраля 1211), дочери Оттона Богатого Мейсенского 2) с ок. 1198/1199 Констанции Венгерской (ок. 1180 — 6 декабря 1240), дочери Белы III короля Венгрии
    1. Вратислав
    2. Маргарита (Дагмара) ( — 24 мая 1212) Жена с 1205 Вальдемара II Победителя (1170 — 28 марта 1241), короля Дании
    3. Божислава ( — 2 февраля до 1238) Жена Генриха I Ортенбургского (ум. 15 февраля ок. 1241)
    4. Гедвига монахиня
    5. Вратислав (ок. 1200 — до 1209)
    6. Ютта ( — 2 июня 1230) Жена с 1213 Бернхарда Каринтийского ( — 4 января 1256)
    7. Анна (ок. 1201/1204 — 23 июня 1265) Жена с 1214/1218 Генриха II Набожного (1196/1204 — 9 апреля 1241), князя Силезского и Краковского
    8. Агнес (ум. в младенчестве)
    9. Вацлав I (1205 — 23 сентября 1253), король Чехии с 1230. Муж с 1224 года Кунигунды Гогенштауфен, дочери Филиппа Швабского
      1. Владислав III (маркграф Моравии)( — 3 января 1247) маркграф моравский, герцог Австрии (претендент) с 1246
      2. Пржемысл Оттокар II король Чехии (Богемии) с 22 сентября 1253 года, герцог Австрии в 1250—1276, герцог Штирии 1260—1276, герцог Каринтии 1269—1276, герцог Краины 1269—1276, генерал-капитан Фриуля с 1272. Муж 1) в 1252 −1261 Маргариты (ум. 1267), дочери Леопольда VI, Австрийского 2) с 1261 года Кунигунды) (1245—1285), дочери Ростислава Михайловича Черниговского, бана Славонии и Мачвы
        1. Генрих (1262—1263)
        2. Кунигунда (1265—1321) Жена в 1291—1302 Болеслава II князя плоцкого и мазовецкого
        3. Агнесса (5 сентября 1269 — 17 мая 1296) Жена Рудольфа II Австрийского
        4. Вацлав II (1271—1305), король Чехии с 1283, король Польши с 1300, князь краковский с 1290 года. Муж 1) с 1285 года Юдифь Габсбург (1271—1297), дочери Рудольфа I 2) с 1300 Эльжбеты Рыксы (1286—1335), дочери короля Польши Пшемысла II)
          1. Пржемысл Оттокар (1288)
          2. Вацлав III (1289—1306), король Венгрии с 1301 по 6 декабря 1305, король Чехии и король Польши с 21 июня 1305. Муж Виолы Елизаветы (1291—1317), дочери Мешко I тешинского.
          3. Агнесса (1289—1296)
          4. Анна (1290—1313) Жена с 1306 Генриха Хорутанского, герцога Каринтии и короля Чехии
          5. Елизавета (1292—1330) Жена с 1310 Яном Люксембургским, графа Люксембурга и короля Чехии
          6. Гута (3 марта 1293 — 3 августа 1294)
          7. Ян (26 февраля 1294 — 1 марта 1295)
          8. Ян (21 марта 1295 — 6 декабря 1296)
          9. Маргарита (1296—1322) Жена Болеслава III, князя Легницкого
          10. Гута (1297 -)
          11. Агнесса (1305—1337) Жена с 1319 Генриха I, князя Яворского

        5. Николай I (ок. 1255—1318), внебрачный сын Пржемысла Оттокара II. Узаконен. С 1269 года князь Опавский (герцог Троппау) О потомках ниже.

      3. Беатриса (Божена) (1230/1231- 27 мая 1290), дочь Вацлава I. Жена Оттона III, маркграфа Бранденбурга
      4. Агнесса ( — 10 октября 1268), дочь Вацлава I. Жена Генриха III, маркграфа Мейсена.
      5. дочь (- 1248)

    10. Владислав (II) (1207 — 10 февраля 1228), маркграф Моравии с 1224
    11. Пржемысл (1209 — 16 октября 1239), маркграф Моравии с 1228
    12. Блажена (1210 — 24 октября 1281)
    13. Агнесса (Анежка) (1211 — 2 марта 1282), монахиня, позже настоятельница монастыря Св. Франциска в Праге.

  7. Владислав Генрих (Йиндржих) (ум. 12 августа 1222), сын Владислава II. Маркграф Моравии 1193—1194, 1197—1222, князь Чехии 22 июля — 6 декабря 1197
  8. Рикса (ум. 19 апреля 1182), дочь Владислава II. Жена около 1177 Генриха Мёдлинген-Австрийского[1] (1158 — 31 августа 1223)

#### Пржемысловичи Силезские
1. Микулаш I (ок. 1255—1318), внебрачный сын Пржемысла Оттокара II. Узаконен. С 1269 года князь Опавский (герцог Троппау). Муж с 1283/1285 Адельгейды, племянницы императора Рудольфа I Габсбурга
  1. Микулаш II (1288—1365) князь Опавский с 1318, с 1337 Ратиборский. Муж 1)ок. 1318 Анны (1292/1298 — 1340), дочери Пшемыслава силезско-рацибужского 2) с 1342/1345 Ядвига (1329/1338 — 1351/1359), дочери Конрада I князя силезско-олесницкого 3) с 1359 Ютты (1346—1378), дочери Болеслава князя силезско-немодлинского
    1. Евфимия (ок. 1319—1352) Жена с 1335 Земовита III Мазовецкого
    2. Елизавета (ок. 1321—1386) Монахиня в Рацибуже
    3. Агнесса (ок. 1323—1404) Монахиней в Рацибуже
    4. Анна (ок. 1325—1361) Жена с 1346 года Бурхарда графа Хардег унд Рец, бургграфа Магдебургского.
    5. Маргарет (ок. 1330—1363) Жена с 1349 года Иоганна Генриха маркграфа Моравии
    6. Ян I Ратиборский (1332/1340 — 1380/1382), князь Ратиборско-опавский 1365—1377, князь Ратиборско-крновский 1377—1433. Муж с 1361 года Анны, дочери Генрика V Железного.
      1. Ян II Железный (ок.1365 — 1424) князь Ратиборско-крновский в 1380/1382 — 1424. Муж с 1407 года Елены Литовской ( — 1449), дочери Корибута Ольгердовича
        1. Микулаш V Крновский (ок.1409 — 1452) князь Ратиборско-крновский в 1424—1437, князь Крновский в 1437—1452. Муж 1) Маргариты Клемновой из Элгута 2) с 1451 Барбары Рокенберг
          1. Ян IV Крновский (ок. 1440—1483) князь Крновский в 1454—1483
          2. Вацлав III Простачёк (ок.1442 — 1478) князь Рыбницкий в 1456—1473
          3. Барбара (ок. 1445—1510) Жена с 1475 Яна IV Освенцимского
          4. Махна (Маргарита) (ок. 1450—1508) Жена с 1482 Казимира, князя заторского
          5. Микулаш (умер в детстве)

        2. Вацлав II Ратиборский (ок.1405 — 1456) князь Ратиборско-крновский в 1424—1437, князь Ратиборский в 1437—1456. Муж с 1442 Маргариты, дочери Винцента Шамотульского кастеляна Мендзыжечского
          1. Ян V Ратиборский (ок.1446 — 1493), князь Ратиборский в 1456—1493. Муж с 1478 Магдалены, дочери Миколая I, князя опольского.
            1. Микулаш VI Ратиборский (ок.1483 — 1506) князь Ратиборский в 1493—1506. Муж с 1505 года Анны — дочери Збигнева Тешинского, подкомория краковского и старосты русского
            2. Ян VI Ратиборский (ок. 1484—1506) князь Ратиборский в 1493—1506
            3. Валентин Горбатый (ок. 1485—1521)князь Ратиборский в 1493—1521
            4. Магдалена (умерла в детстве)

          2. Катерина (- после 1478) Жена Владислава Данабожского, кастеляна Наклоского
          3. Елена (ок. 1445—1480) Жена к 1464 Яна Остророгского (- 1501), кастеляна Мендзыжечского
          4. Анна (ок. 1450—1480)

        3. Маргарита (ок. 1410—1459) Жена 1) с 1426/1430 Казимира I Освенцимского, 2) с 1435/1437 Земовита V Мазовецкого

      2. Микулаш IV Брунтальский (ок. 1370—1405/1407), сын Яна I Ратиборского. Князь ратиборско-крновский в 1380/1382-1385
      3. Маргарета (1380—1407), дочь Яна I Ратиборского. Жена с 1406 года Болеслава I, князя тешинского

    7. Микулаш III Опавский (1343/1350 — 1394) князь Ратиборско-опавский 1365—1377, господин Глубчица 1377—1394
    8. Анна (1361—1398) Жена с 1379 года Петра из Штернберка
    9. Вацлав I Опавский (1362—1381) князь Ратиборско-опавский 1365—1377, князь Опавский 1377—1381
    10. Пржемысл I Опавский (1365 — 28 сентября 1433) князь Ратиборско-опавский 1365—1377, князь Опавский 1377—1433. Муж 1) с 1395 Анны Луцке ( — 1405) 2) с 1405 Катерины, дочери Болько III силезско-зембицкого ( — 1422) 3) Елены, дочери Стефана Твртко Боснийского
      1. Вацлав II Опавский (ок. 1397—1445/1449) князь Опавский с 1433
        1. Януш Фульнекский (ок.1420 — 1454) князь силезско-фульнекский с 1442/1449
        2. Ян III Благочестивый (ок.1425 — 1482/1485) князь с 1445/1449 глубчицкий
        3. Анна ( — 1505) Жена Яна Зайца Хазенбургского

      2. Микулаш IV Опавский, сын Пржемысла I Опавского
      3. Эрнест Опавский, сын Пржемысла I Опавского
      4. Пржемысл II Опавский, сын Пржемысла I Опавского
      5. Агнесса (ок. 1400—1440), дочь Пржемысла I Опавского Жена 1) ок 1420 Яна из Жичина, 2) Иржи из Штернберка
      6. Вильгельм Опавский (ок. 1410—1452), сын Пржемысла I Опавского. С 1434 князь Жебицкий. Муж с 1435 Саломеи, дочери Пута II из Частоловиц.
        1. Фридрих Опавский (ок. 1440—1470/1473) Князь Опавский (формально) 1452—1456
        2. Катерина (ок. 1443—1504) Жена ок. 1461 Яна II, князя жебицкого
        3. Вацлав III Опавский (ок. 1445—1474) Князь Опавский (формально) 1452—1456
        4. Анна (ок. 1448—1515) Аббатиса в монастыре в Тшебнице с 1469
        5. Пржемысл III Опавский (ок.1450 — 1493) Князь Опавский (формально) 1452—1456

      7. Ютта (ок. 1415—1445), дочь Пржемысла I Опавского Жена Иржи II из Св. Георгия Босинского
      8. Катерина (ок. 1425—1475), дочь Пржемысла I Опавского Жена Яна Жичиньского из Цимбурка
      9. Ядвига (ок. 1430—1500), дочь Пржемысла I Опавского. Аббатиса Тшебницкы

  2. Вацлав I (ок. 1290—1367), сын Микулаша I. Каноник в Праге и Олмуце 1324
  3. Ян (ок. 1300—1325), сын Микулаша I

### Потомки Депольта I (Депольтичи) в Моравии
1. Депольт I (ум. 1167), маркграф Моравии Сын Владислава I. Князь Моравии в Йемнице. Муж с 1153 года дочери[2] Альбрехта Медведя Бранденбургского.
  1. Депольт II ( — 1190), маркграф Моравии Муж ок. 1177/1182 Адельхейды (Сбыславы) (после 1165 — 29 марта после 1213), дочери Болеслава I Долговязого
    1. Собеслав
    2. Депольт III Борживой ( — 1235/36), маркграф Моравии. Муж Аделы
      1. Отто (- 1225)
      2. Болеслав ( — 1241)
      3. Собеслав
      4. Борживой (- 1235) князь моравский в Среме

  2. Гедвига ( — 1210) Жена Фридриха I Бреннского ( — 1142/1145)

### Потомки Конрада I Брненского
1. Конрад I Сын Бржетислава I. (ок. 1036—1092), князь Брненский в 1054—1055 и 1061—1092, князь Чехии в 1092. Муж Вирпирки (Хильдбурги)
  1. Ольдржих (Удальрих) ( — 27 марта 1113), князь Брненский в 1092—1097 и 1101—1113 годах, князь Зноемский с 1112 года
    1. Вратислав[3] ( — 1155), князь Брненский в 1126—1129 и 1130—1155 годах
      1. Спытигнев ( — 1198) князь Брненский 1195—1197
      2. Святополк ( — 1201) князь моравский в Емнице

    2. (Надчия)

  2. Литольд ( — 15 марта 1112), князь Зноемский в 1092—1097, 1101—1112 Муж Иды, дочери Леопольда II Австрийского
    1. Конрад II ( — после 1161), князь Зноемский в 1123—1128, 1134 — после 1161). Муж с 1132 года Марии, дочери Уроша I жупана Рашки
      1. Эрнст ( — 1156)
      2. Конрад III Ота (1136/1140 — 1191), Князь Зноемский в 1161—1182, Брненский в 1177—1182 и Ольмюцкий в 1180—1182, маркграф Моравский в 1182—1186князь Чехии в 1182 году и с 1189 года. Муж ок. 1176 Эйлики ( — после 1189), дочери Отто IV , пфальцграфа Баварии
      3. (Елена Зноемская)[4] (ок. 1140/1142 — 1202/1206) Жена ок. 1163 года Казимира II Справедливого